# Herz-Jesu-Kirche (Müllheim im Markgräflerland)

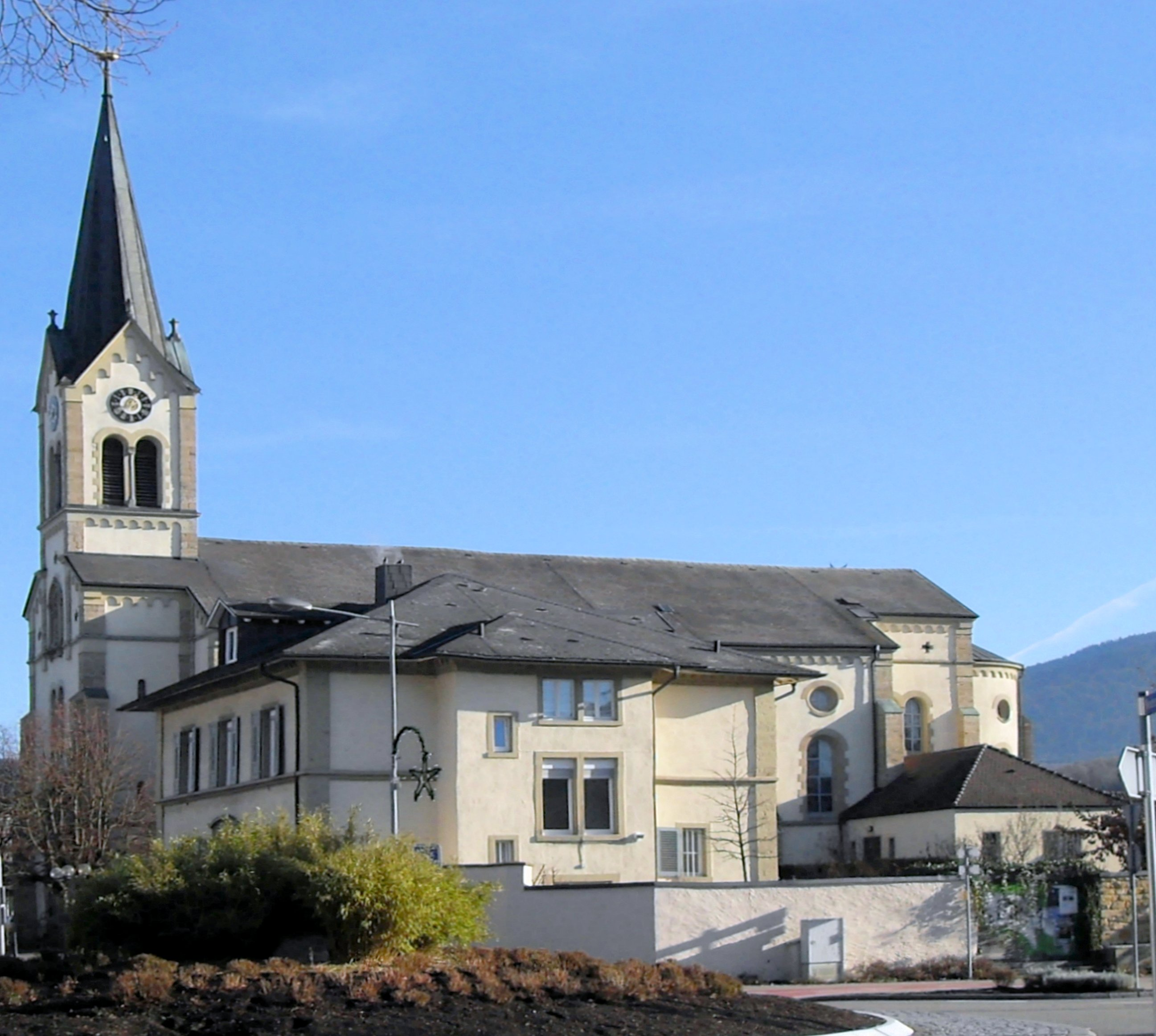
Herz-Jesu-Kirche Müllheim

Die Herz-Jesu-Kirche ist eine römisch-katholische Pfarrkirche in Müllheim im Markgräflerland, Landkreis Breisgau-Hochschwarzwald im Südwesten Baden-Württembergs. Sie gehört zur Seelsorgeeinheit Markgräfler Land im Dekanat Dekanat Breisach-Neuenburg der Erzdiözese Freiburg.

## Geschichte
Nachdem sich ab 1840 auch Katholiken in Müllheim ansiedeln durften, wurde 1850 eine katholische Seelsorgestelle eingerichtet, die von Neuenburg am Rhein aus betreut wurde. Gottesdienste fanden zunächst in der Margarethenkapelle (heute ev.-luth. Gemeinde) statt. 1876–1878 wurde die Herz-Jesu-Kirche nach Plänen von Baumeister Lukas Engesser im Stil der Neoromanik erbaut. Grundsteinlegung war am 13. Juli 1876, die Kirchweihe wurde am 29. September 1878 durch Bistumsverweser Lothar von Kübel vollzogen. 1881 wurde die Kirche zur Pfarrkirche erhoben. 
Während das äußere Erscheinungsbild der Kirche bis heute weitgehend unverändert blieb, erfuhr der Innenraum mehrfach grundlegende Umgestaltungen. 1955/57 wurden bei der Beseitigung von Kriegsschäden die neoromanischen Wandmalereien entfernt und die Fresken der Seitenaltäre vermauert, da sie dem damaligen Zeitgeschmack nicht mehr entsprachen. Bei einer umfassenden Renovierung 1975–1977 erhielt der Innenraum der Kirche seine heutige Gestalt.

## Beschreibung

### Äußeres
Das Kirchengebäude besteht aus einem einschiffigen Langhaus, dem aus der Eingangsfassade emporsteigenden Kirchturm mit steilem Pyramidenhelm im Norden und dem eingezogenen mit einem Halbkreis schließenden Chor im Süden.

### Inneres
Der Innenraum entspricht mit der modernen Ausstattung den Bedürfnissen der nach dem Zweiten Vatikanischen Konzil praktizierten Liturgie. Das betrifft die Anlage des Altarraumes (künstlerische Gestaltung durch Josef Henger, Ravensburg), die neue Orgelempore, den neuen Boden und die neuen Kirchenbänke. Die ebenfalls neuen Kirchenfenster gestaltete der Freiburger Maler und Bildhauer Hans-Günther van Look im Jahr 1977 zum Thema „Herz Jesu“. 2006 waren ein Neuanstrich und die Überholung der Licht- und Tontechnik notwendig. 

### Orgeln
Die Orgel auf der Empore im hinteren Teil der Kirche hat 27 Register und zwei Vorabzüge auf drei Manualen und Pedal. Sie besteht im Kern noch aus dem Originalinstrument von 1879 aus der Werkstatt von Michael und Martin Braun in Hofen bei Spaichingen. 1976/1977 wurde sie von Orgelbau Pfaff in Überlingen generalüberholt und um ein Rückpositiv auf Schleifladen und einen neuen Spieltisch erweitert. Im Jahr 2016 wurde das Werk renoviert.
Nach dem Jahr 2000 wurde im Chor eine Truhenorgel mit fünf Registern von Orgelbauer Bejamin Buob aus Emmendingen aufgestellt.

### Geläut
Das Glockengeläut mit vier Kirchenglocken aus dem Jahr 1949 erklingt in einer Kombination des „Te Deums“ und des „Gloria“-Motivs; mangels echter Bronze in den Nachkriegsjahren wurde es von der Glockengießerei Albert Junker in „Briloner Sonderbronze“ ausgeführt.
| Glocke | Durchmesser | Gewicht | Schlagton |
| ------ | ----------- | ------- | --------- |
| 1      | 1180 mm     | 920 kg  | f′+2      |
| 2      | 1000 mm     | 550 kg  | as′+1     |
| 3      | 880 mm      | 350 kg  | b′+7      |
| 4      | 735 mm      | 220 kg  | des″+8    |

## Nachweise
1. ↑  Müllheim (Baden) – Herz-Jesu – Orgel Verzeichnis – Orgelarchiv Schmidt. (deutsch).; hier auch die Disposition und zahlreiche Abbildungen vor Orgel und Kirche.
2. ↑  Kath. Pfarrkirche Herz Jesu in Müllheim. Abgerufen am 14. April 2024.
3. ↑  Katholische Pfarrgemeinde Herz-Jesu (Hrsg.): Katholische Pfarrgemeinde Herz-Jesu Müllheim/Baden (Broschüre im Selbstverlag), Stähle Druck, Engen 1992.
4. ↑  Kath. Pfarramt Herz-Jesu Müllheim (Hrsg.): Müllheim – Katholische Pfarrkirche Herz-Jesu (Kirchenführer, Text: Ursula Pechloff). Kunstverlag PEDA, Passau 2009.
5. ↑  Johannes Helm: Kirchen und Kapellen im Markgräflerland. Müllheim 2/1989.

Koordinaten: 47° 48′ 29,1″ N, 7° 37′ 54,1″ O